# ورش عمل المعلوماتية الحيوية الكندية
ورش عمل المعلوماتية الكندية
ورش العمل المعلوماتية الكندية هي سلسلة من ورش العمل التدريبية المتقدمة في المعلوماتية الحيوية، تأسست في عام 1999 استجابة لحاجة محددة لقوة عاملة متخصصة في المعلوماتية الحيوية في كندا.

## 1999-2007
بدأت سلسلة ورش العمل المعلوماتية الكندية بتقديم دورات قصيرة لمدة أسبوع واسبوعين في المعلوماتية الحيوية وعلم الجينوم والبروتيوميات في عام 1999 ، استجابة لحاجة محددة لقوة عاملة معلوماتية حيوية ماهرة في كندا. بالشراكة مع شبكة أمراض الوراثة الكندية وتنمية الموارد البشرية الكندية، وتحت التوجيه العلمي للمدير فرانسيس أويليت، تم تأسيس سلسلة ورش عمل المعلوماتية الكندية.
لمدة ثماني سنوات، قدمت السلسلة دورات قصيرة في المعلوماتية الحيوية وعلم الجينوم والبروتيوميات في مدن مختلفة في جميع أنحاء كندا. تم تدريس الدورات من قبل أعضاء هيئة التدريس من كندا والولايات المتحدة، وقدمت دروسًا صغيرة وتعليمات عملية

## 2007-إلى الوقت الحاضر
في عام 2007 ، انتقلت ورش العمل الكندية للمعلوماتية الحيوية إلى تورونتو، حيث يستضيفها الآن معهد أونتاريو لأبحاث السرطان. تم تصميم شكل جديد وسلسلة من ورش العمل في خريف عام 2007. ومن المسلم به أنه مع إدخال تكنولوجيات جديدة ومناهج علمية للبحث، أصبح امتلاك قدرة علم الأحياء الحسابي ومهارة التعامل مع هذه البيانات الجديدة ميزة أكبر .
تركز السلسلة الجديدة من ورش العمل على تدريب الخبراء والمستخدمين لهذه التقنيات المتقدمة على أحدث الأساليب المستخدمة في علم الأحياء الحسابي للتعامل مع البيانات الجديدة. بدأت ورش العمل المعلوماتية الكندية في تقديم ورش عمل لمواضيع متقدمة لمدة يومين في عام 2008.
جميع مواد ورشة العمل مرخصة بموجب ترخيص Creative Commons-Share Alike 2.5 وهي متاحة
على موقع Bioinformatics.ca.
يقوم معهد كندا للأبحاث الصحية ومعهد أونتاريو لأبحاث السرطان برعاية الأسلحة الكيماوية والبيولوجية.

## وصلات خارجية
- الموقع الرسمي